# (22562) Wage
(22562) Wage est un astéroïde de la ceinture principale d'astéroïdes.

## Description
(22562) Wage est un astéroïde de la ceinture principale d'astéroïdes. Il fut découvert le 18 avril 1998 à Socorro (Nouveau-Mexique) par le projet LINEAR. Il présente une orbite caractérisée par un demi-grand axe de 2,75 UA, une excentricité de 0,13 et une inclinaison de 2,4° par rapport à l'écliptique.

## Compléments